# Andrena griseigena
Andrena griseigena är en biart som beskrevs av Warncke 1975. Andrena griseigena ingår i släktet sandbin, och familjen grävbin. Inga underarter finns listade i Catalogue of Life.